# 竹灣海灘
竹灣海灘（葡萄牙語：Praia de Cheoc Van）是位於澳門路環島南端的一個海灘，海灘旁設有一個泳池和水上活動中心，由澳門特別行政區政府體育局管理。

## 海灘開放安排
根據海事及水務局發佈，其中在2022年安排中，泳灘泳季於5月1日開始，並於泳區設置浮泡，而泳季至同年10月31日結束。海事局於泳灘內派出救生員和護理人員提供救護服務。

## 泳池
竹灣泳池，（葡萄牙語：Piscina de Cheoc-Van），位於澳門路環聖方濟各堂區竹灣馬路，位於竹灣海灘旁，於1985年落成，耗資800多萬元，依地形建造，呈橄欖形，占地面積約1,300平方米，水深可至3米。

### 收費
| 類別               | 門票     |
| ------------------ | -------- |
| 公眾13歲或以上     | 15澳門元 |
| 學生證持有人       | 7澳門元  |
| 12歲或以下小童     | 5澳門元  |
| 65歲或以上之成年人 | 7澳門元  |

### 開放安排
2022年開放安排中，於5月1日至10月31日期間對外開放，共分為3節開放。第一節:07:00-11:00、第二節:12:00-16:00、第三節:17:00-21:00，而逢星期一第一節時段為清池時間暫停開放（若星期一為公眾假期，則泳池照常開放，並順延至假期後翌日第一節時段進行清池）。

## 水上活動中心
竹灣水上活動中心（葡萄牙語：Centro Náutico de Cheoc-Van），佔地4,547平方米，於1982年7月竣工並啟用，主要供機動船隻出海及停泊的活動中心，此外，也提供帆船、風帆及獨木舟等水上活動設備停泊位。而水上活動中心更被用作各水上活動團體活動或訓練基地；更舉辦帆船夏令營活動或暑期活動吸引青少年參與。

## 海灘之爭議及事件

### 海灘海水污染
由於近年澳門鄰近海域污染嚴重，導致海灘水質出現污染，更加一度出現紅潮，海事及水務局一度在泳灘懸掛紅旗並發出告示，呼籲市民和旅客不要在泳灘進行水上活動。
2011年8月8日上午，海灘出現紅潮，港務局已在海灘懸掛代表「禁止游泳」的紅旗，呼籲市民和遊客暫勿進行水上活動。 
2019年7月23日，海事局收到市政署化驗所通知，對泳灘的水質取樣化驗結果對霍亂弧菌呈陽性反應。局方已向衛生局疾控中心通報有關情況，並在泳灘懸掛表示切勿下水的紅旗，以及在海灘張貼了告示，提醒市民和泳客有關情況。
2021年1月27日，海灘局部區域的海水現褐紅色，海事及水務局呼籲泳客切勿下水。海事及水務局隨即在現場懸掛紅旗，並通知市政署和環境保護局。海灘的管理人員亦勸喻現場的市民不要下水。
2021年8月上旬，泳灘出現紅潮，需要懸掛紅旗和張貼告示；同月下旬，因應市政署泳灘水質檢測結果顯示，泳灘的大腸桿菌含量超標。海事及水務局已即時在海灘各處懸掛紅旗，以及在海灘張貼了告示，提醒市民和泳客切勿下水。

### 2012年9月海灘泳客溺斃事件
2012年9月3日傍晚，警方接報泳灘發生遇溺事件。海關和消防員據報到場了解，一名釣魚人士報稱於岸邊垂釣期間，見海中有一名年約60歲的男子正在游泳，隨後，忽聽聞有人高呼「救命」！該釣魚人士懷疑有人遇溺，即報警求救。海關快艇載來蛙人落海搜索，消防員於岸邊及附近一帶尋找，經海陸搜索兩小時，海關船艇和岸上消防員均未有任何發現，因天色已黑，放棄搜索收隊離開。
2012年9月4日中午，澳門海關關員在竹灣遊艇會對開海面發現其屍體，經證實為上一天於泳灘游泳懷疑遇溺失蹤男子，死者姓黃，42歲，澳門居民。

### 旅客批評海灘骯髒
2014年2月8日，中文媒體引用葡文報章《澳門論壇日報》報道，一名來自巴西里約熱內盧女性旅客認為，澳門對於沙灘的保護缺乏重視。她表示很喜歡澳門這個城市，但如果澳門的海灘有乾淨和清晰的沙子，令人們可以在海灘上暢泳就更好。她認為，澳門政府可以效法巴西政府重視海灘環境的做法：進一步投資開展有關治理和清潔黑沙海灘和竹灣海灘的計劃。這兩個海灣周邊的自然景觀是很美麗的，但海灘卻是如此的髒，真是太可惜。營造潔淨的沙灘，可給予遊客和本地人一處健康而廉價的娛樂環境，又可有利於在該區做小生意的人，這是一件很值得做的好事。

### 非法採蠔疑失足墜入海中溺斃
2018年5月30日，一名中年男子於竹灣海邊採蠔，懷疑「跣腳」墜入海中溺斃。死者家人指該男子於當天下午前往路環竹灣附近岸邊採生蠔，但至同日晚上仍未回家，電話又無法聯絡，家人於是外出尋找，之後在路環瞭望台附近及山坡下面，尋獲死者一台電單車及手袋等物，卻沒有發現死者任何蹤跡，家人於是報警求助。5月31日上午，司警接海關通知，指在路環竹灣海灘竹灣水上活動中心對開海面，發現一具浮屍，海關人員隨即將該具浮屍移到附近岸邊，並要求司警派員到場處理。司警隨即通知失蹤男子的家人，到場協助辨認屍體身份，證實是墜海失蹤的男子，司警經初步調查指死因無可疑，事件暫列作屍體發現案，真正死因有待法醫進一步檢驗，案件現已交由司警調查科跟進。

### 發現中華白海豚屍體
2020年8月16日，政府通報於該海灘發現一條屍體，經市政署鑑定為中華白海豚，估計擱淺前已死亡，是隨海水漂流至沿岸。這是同年四個月內澳門第3宗海豚屍體發現個案。海事及水務局稱，於泳灘發現有一具海豚屍體沖上灘面，局方通知市政署人員到場跟進。隨後市政署發稿說，接獲海關通報，在海灘對開海面發現一條海豚屍體，故即時安排人員到場跟進。署方人員經檢查和初步測量後，鑑定該海豚屬雄性成年中華白海豚，體長2.45米，發現時體表皮膚部分脫落，屍體開始發脹，未見外傷，估計擱淺前已死亡，隨海水漂流至沿岸。

### 偷渡事件
2019年5月13日晚上，海關在執行打擊非法入境活動期間，偵查到竹灣海灘附近有懷疑非法出入境活動，並調派巡邏關員及快艇立即前往現場，於竹灣燒烤公園附近截獲2名非法入境者。
2021年7月19日中午，澳門海關破獲一宗偷渡案件，一艘快艇於內地海域懷疑因進行不法活動而被珠海公安船隻追截，該艇逃至澳門竹灣海灘時強行搶灘登岸，澳門海關派員追截，最終成功截獲涉案人士。行動中拘捕2名內地男子，包括1名懷疑蛇頭及1名非法入境者，海關依法向檢察院作出檢舉。2名涉案人士均來自廣東，年齡分別為32歲和23歲。經調查，該名懷疑蛇頭涉嫌觸犯第6/2004號法律所指之「協助」罪，另一人則為非法入境者，海關依法向檢察院作出檢舉。
2021年8月15日，澳門海關協同珠海海警追截一艘懷疑進行非法活動的快艇，該快艇於中國大陸海域被珠海海警船隻一直追截，逃至澳門竹灣海灘時強行搶灘登岸，澳門海關即時調派沿岸巡邏關員追截，最終成功截獲4名涉案人士，全部為男性中國大陸居民。

## 泳池之爭議事件

### 泳池大腸桿菌超標事件
2015年7月1日，民政總署宣佈，由於竹灣泳池水質檢測中，發現大腸桿菌群總數超出限值，為確保公衆衛生安全，路環竹灣泳池由即日起暫停對外開放，進行淨水工作。水質超標懷疑由多種原因導致，除可能與過濾系統出現機件故障有關外，亦不排除受其他偶發因素影響，包括周邊自然環境中的雀鳥，或泳客個人衛生問題等。經徹底清潔消毒後，水質複檢結果已符合衛生標準，於2015年7月4日恢復開放。

### 2018年泳池救生員罷工事件
2018年8月游泳旺季期間，承判公共泳池救生員服務公司浪濤行發生救生員罷工事件，導致該泳池需要關閉，至泳季結束未能回復開放。

## 惡劣天氣對海灘及鄰近設施所造成的影響

### 海沙流失
每年澳門颱風季節期間，黑沙和竹灣兩個海灘部分灘面出現明顯的海沙流失情況。而大量海沙被吹至海灘上的公共道路或停車場，政府部門估計是近日的風暴潮和天文大潮，使海水潮位大幅上漲所導致。此外，颱風過後亦出現大量被吹上來的垃圾，海事及水務局會即時通知清潔專營公司加緊清理，保障海灘的環境衛生。其中該海灘在颱風過後垃圾量多，一度需要花費長時間進行清理，為保障泳客安全，當局一度在泳灘懸掛代表切勿下水的紅旗。

### 惡劣天氣對泳池及水上活動中心設施影響
由於竹灣泳池和竹灣水上活動中心臨近海邊，當中竹灣泳池位處沿海及地勢較低，在颱風過後導致竹灣泳池未能正常運作；而暴雨惡劣天氣更導泳池內的渠道淤塞需要暫停開放。
另一方面，颱風期間容易受大浪、強風和風暴潮影響，當中在部分颱風吹襲過後遭受到不同程度的影響，體育局一度對泳池和水上活動中心設施暫停開放，進行緊急維修及清理後才恢復開放。

## 交通

### 巴士
C664 竹灣泳池-1（Piscina Cheoc Van-1）
路線：15、21A、26A、N3夏季
C663 竹灣泳池-2（Piscina Cheoc Van-2）
路線：15、21A、26A、N3夏季

## 外部連結
- 體育局-公共體育設施-竹灣泳池 （页面存档备份，存于）
- 體育局-公共體育設施-竹灣水上活動中心 （页面存档备份，存于）